# Башмаков, Николай Иванович
Николай Иванович Башмаков (15 октября 1904, Галичский уезд, Костромская губерния, Российская империя — 6 сентября 1996, Уральск) — советский хозяйственный, государственный и политический деятель, Герой Социалистического Труда.

## Биография
Родился в 1904 году в деревне Никонцево. Член КПСС.
С 1927 года — на хозяйственной, общественной и политической работе. В 1927—1972 гг. — агроном в Башкирской АССР, аспирант Саратовского сельскохозяйственного института, старший научный сотрудник, заведующий отделом земледелия, заместитель директора станции по науке, директор Уральской областной сельскохозяйственной станции.
Указом Президиума Верховного Совета СССР от 23 июня 1966 года присвоено звание Героя Социалистического Труда с вручением ордена Ленина и золотой медали «Серп и Молот».